# ستيفن جيلبورن
ستيفن جيلبورن (بالإنجليزية: Steven Gilborn) مواليد 15 يوليو 1936 في نيو روتشيل، الولايات المتحدة - الوفاة 2 يناير 2009 في تشاتهام، الولايات المتحدة، هو ممثل أمريكي بدأ مسيرته الفنية سنة 1983. امتدت مسيرته الفنية لأكثر من 25 عاما.

## الأعمال
- فضائي: القيامة
- دكتور دوليتل
- التطور

## روابط خارجية
- ستيفن جيلبورن على موقع IMDb (الإنجليزية)
- ستيفن جيلبورن على موقع ألو سيني (الفرنسية)
- ستيفن جيلبورن على موقع أول موفي (الإنجليزية)
- ستيفن جيلبورن على موقع قاعدة بيانات الأفلام السويدية (السويدية)
- ستيفن جيلبورن على موقع قاعدة بيانات الفيلم (الإنجليزية)
- ستيفن جيلبورن على موقع كينوبويسك (الروسية)